# Carrer empedrat (Boadella i les Escaules)
El Carrer empedrat és una via pública de Boadella i les Escaules (Alt Empordà) inclosa a l'Inventari del Patrimoni Arquitectònic de Catalunya.

## Descripció
Situat dins del nucli urbà de la població de Boadella, al bell mig del nucli antic de la vila, al passatge de l'Església.
Tram de carrer empedrat format per còdols o rierencs de diverses mides, col·locats de manera planera i lligats amb morter de calç. Aquest tram, d'uns set metres de llargada, se situa al passatge de l'Església, en el punt d'unió amb el carrer Processó i abraça el perímetre de la casa que forma cantonada. L'edifici, de planta rectangular, presenta la coberta de dues vessants i consta de dos pisos, amb un portal de mig punt adovellat i dues finestres rectangulars emmarcades amb carreus de pedra al pis.

## Història
Entre els segles XVII-XVIII, a conseqüència de la prosperitat que va proporcionar el cultiu de la vinya i l'olivera, la població va augmentar. En aquest context, les famílies enriquides van reformar o van aixecar de nou grans cases al nucli antic de Boadella. És d'aquest moment el tram de carrer empedrat que es conserva al passeig de l'Església.